# Viriville
Viriville és un municipi francès situat al departament de la Isèra i a la regió d'Alvèrnia-Roine-Alps. L'any 2007 tenia 1.289 habitants.

## Demografia

### Població
El 2007 la població de fet de Viriville era de 1.289 persones. Hi havia 531 famílies de les quals 141 eren unipersonals (93 homes vivint sols i 48 dones vivint soles), 177 parelles sense fills, 165 parelles amb fills i 48 famílies monoparentals amb fills.
La població ha evolucionat segons el següent gràfic:
Habitants censats

### Habitatges
El 2007 hi havia 633 habitatges, 540 eren l'habitatge principal de la família, 58 eren segones residències i 34 estaven desocupats. 528 eren cases i 102 eren apartaments. Dels 540 habitatges principals, 365 estaven ocupats pels seus propietaris, 170 estaven llogats i ocupats pels llogaters i 5 estaven cedits a títol gratuït; 7 tenien una cambra, 27 en tenien dues, 85 en tenien tres, 132 en tenien quatre i 290 en tenien cinc o més. 418 habitatges disposaven pel capbaix d'una plaça de pàrquing. A 236 habitatges hi havia un automòbil i a 233 n'hi havia dos o més.

### Piràmide de població
La piràmide de població per edats i sexe el 2009 era:
| Homes | Edats   | Dones |
| ----- | ------- | ----- |
| 0     | 95 o +  | 0     |
| 4     | 90 a 94 | 0     |
| 12    | 85 a 89 | 8     |
| 16    | 80 a 84 | 16    |
| 16    | 75 a 79 | 52    |
| 20    | 70 a 74 | 20    |
| 20    | 65 a 69 | 16    |
| 20    | 60 a 64 | 36    |
| 40    | 55 a 59 | 28    |
| 36    | 50 a 54 | 40    |
| 48    | 45 a 49 | 40    |
| 32    | 40 a 44 | 48    |
| 36    | 35 a 39 | 20    |
| 32    | 30 a 34 | 44    |
| 56    | 25 a 29 | 60    |
| 32    | 20 a 24 | 48    |
| 44    | 15 a 19 | 29    |
| 68    | 10 a 14 | 28    |
| 36    | 5 a 9   | 24    |
| 44    | 0 a 4   | 36    |

## Economia
El 2007 la població en edat de treballar era de 831 persones, 580 eren actives i 251 eren inactives. De les 580 persones actives 511 estaven ocupades (290 homes i 221 dones) i 68 estaven aturades (26 homes i 42 dones). De les 251 persones inactives 95 estaven jubilades, 52 estaven estudiant i 104 estaven classificades com a «altres inactius».

### Ingressos
El 2009 a Viriville hi havia 560 unitats fiscals que integraven 1.343,5 persones, la mediana anual d'ingressos fiscals per persona era de 15.589 €.

### Activitats econòmiques
Dels 78 establiments que hi havia el 2007, 2 eren d'empreses alimentàries, 1 d'una empresa de fabricació de material elèctric, 13 d'empreses de fabricació d'altres productes industrials, 18 d'empreses de construcció, 12 d'empreses de comerç i reparació d'automòbils, 2 d'empreses de transport, 5 d'empreses d'hostatgeria i restauració, 2 d'empreses d'informació i comunicació, 3 d'empreses financeres, 7 d'empreses immobiliàries, 4 d'empreses de serveis, 7 d'entitats de l'administració pública i 2 d'empreses classificades com a «altres activitats de serveis».
Dels 24 establiments de servei als particulars que hi havia el 2009, 1 era una oficina de correu, 1 una oficina bancària, 5 tallers de reparació d'automòbils i de material agrícola, 1 taller d'inspecció tècnica de vehicles, 2 paletes, 4 guixaires pintors, 3 fusteries, 2 lampisteries, 3 electricistes, 1 restaurant i 1 agència immobiliària.
Dels 5 establiments comercials que hi havia el 2009, 1 era un supermercat, 2 fleques, 1 una botiga de roba i 1 una floristeria.
L'any 2000 a Viriville hi havia 40 explotacions agrícoles que ocupaven un total de 1.210 hectàrees.

## Equipaments sanitaris i escolars
L'únic equipament sanitari que hi havia el 2009 era una farmàcia.
El 2009 hi havia una escola elemental.

## Poblacions més properes
El següent diagrama mostra les poblacions més properes.